# Abderrahmane Hachoud
Abderrahmane Hachoud (en arabe : عبد الرحمان حشود), né le 2 juillet 1988 à El Attaf, près d'Aïn Defla (Algérie), est un footballeur international algérien évoluant au poste d'arrière droit à l'ES Ben Aknoun.
Il compte cinq sélections en équipe nationale depuis 2011.

## Statistiques
| Saison                | Club                  | Championnat           | Championnat | Championnat | Coupe(s) nationale(s) | Coupe(s) nationale(s) | Supercoupe | Supercoupe | Compétition(s) continentale(s) | Compétition(s) continentale(s) | Compétition(s) continentale(s) | Autres compétitions | Autres compétitions | Autres compétitions | Total | Total |
| Saison                | Club                  | Division              | M.          | B.          | M.                    | B.                    | M.         | B.         | Comp.                          | M.                             | B.                             | Comp.               | M.                  | B.                  | M.    | B.    |
| 2006-2007             | MC Alger              | 1                     | 2           | 0           | 0                     | 0                     | 0          | 0          | C3                             | 0                              | 0                              | ACL                 | 0                   | 0                   | 2     | 0     |
| 2007-2008             | CA Bordj Bou Arreridj | 1                     | 26          | 7           | 2                     | 0                     | -          | -          | -                              | -                              | -                              | -                   | -                   | -                   | 28    | 7     |
| 2008-2009             | CA Bordj Bou Arreridj | 1                     | 28          | 5           | 6                     | 3                     | -          | -          | -                              | -                              | -                              | -                   | -                   | -                   | 34    | 8     |
| 2009-2010             | CA Bordj Bou Arreridj | 1                     | 27          | 4           | 3                     | 3                     | -          | -          | -                              | -                              | -                              | -                   | -                   | -                   | 30    | 7     |
| 2010-2011             | ES Sétif              | 1                     | 26          | 5           | 5                     | 1                     | -          | -          | C1+C1+C3                       | 6+4+1                          | 0+1+1                          | SC+CC               | 1+4                 | 0+2                 | 47    | 10    |
| 2011-2012             | ES Sétif              | 1                     | 19          | 8           | 5                     | 2                     | -          | -          | C3                             | 2                              | 0                              | -                   | -                   | -                   | 26    | 10    |
| 2012-2013             | MC Alger              | 1                     | 22          | 0           | 4                     | 0                     | -          | -          | -                              | -                              | -                              | -                   | -                   | -                   | 26    | 0     |
| 2013-2014             | MC Alger              | 1                     | 27          | 10          | 6                     | 2                     | -          | -          | -                              | -                              | -                              | -                   | -                   | -                   | 33    | 12    |
| 2014-2015             | MC Alger              | 1                     | 25          | 5           | 1                     | 0                     | 1          | 0          | C3                             | 2                              | 0                              | -                   | -                   | -                   | 29    | 5     |
| 2015-2016             | MC Alger              | 1                     | 27          | 6           | 5                     | 2                     | -          | -          | -                              | -                              | -                              | -                   | -                   | -                   | 32    | 8     |
| 2016-2017             | MC Alger              | 1                     | 28          | 7           | 4                     | 0                     | 1          | 0          | C3                             | 12                             | 4                              | -                   | -                   | -                   | 45    | 11    |
| 2017-2018             | MC Alger              | 1                     | 27          | 7           | 1                     | 0                     | -          | -          | C1                             | 9                              | 1                              | -                   | -                   | -                   | 37    | 8     |
| 2018-2019             | MC Alger              | 1                     | 20          | 1           | 3                     | 0                     | -          | -          | -                              | -                              | -                              | AC                  | 6                   | 0                   | 29    | 1     |
| 2019-2020             | MC Alger              | 1                     | 16          | 1           | 2                     | 0                     | -          | -          | -                              | -                              | -                              | AC                  | 4                   | 0                   | 22    | 1     |
| 2020-2021             | MC Alger              | 1                     | 28          | 4           | -                     | -                     | -          | -          | C1                             | 11                             | 0                              | -                   | -                   | -                   | 39    | 4     |
| 2021-2022             | MC Alger              | 1                     | 16          | 1           | -                     | -                     | -          | -          | -                              | 11                             | 0                              | -                   | -                   | -                   | 27    | 1     |
| Total sur la carrière | Total sur la carrière | Total sur la carrière | 363         | 71          | 47                    | 13                    | 2          | 0          | -                              | 47                             | 7                              | -                   | 15                  | 2                   | 474   | 93    |

### Liste des matches internationaux
Le tableau suivant liste les rencontres de l'équipe d'Algérie dans lesquelles Abderrahmane Hachoud a été sélectionné depuis le 12 novembre 2011 jusqu'à présent.
| Matchs internationaux d'Abderrahmane Hachoud | Matchs internationaux d'Abderrahmane Hachoud | Matchs internationaux d'Abderrahmane Hachoud | Matchs internationaux d'Abderrahmane Hachoud | Matchs internationaux d'Abderrahmane Hachoud | Matchs internationaux d'Abderrahmane Hachoud | Matchs internationaux d'Abderrahmane Hachoud                      |
|                                              | Date                                         | Lieu                                         | Adversaire                                   | Résultat                                     | Compétition                                  | Notes                                                             |
| -------------------------------------------- | -------------------------------------------- | -------------------------------------------- | -------------------------------------------- | -------------------------------------------- | -------------------------------------------- | ----------------------------------------------------------------- |
| 1                                            | 12 novembre 2011                             | Stade Mustapha-Tchaker, Blida, Algérie       | Tunisie                                      | 1 - 0                                        | Match amical                                 | Entre en jeu à la place de Mohamed Meftah à la 84e minute de jeu. |
| 2                                            | 26 mai 2012                                  | Stade Mustapha-Tchaker, Blida, Algérie       | Niger                                        | 3 - 0                                        | Match amical                                 | Titulaire.                                                        |
| 3                                            | 2 juin 2012                                  | Stade Mustapha-Tchaker, Blida, Algérie       | Rwanda                                       | 4 - 0                                        | Éliminatoires Coupe du monde 2014            | Titulaire.                                                        |
| 4                                            | 9 octobre 2015                               | Stade du 5-Juillet-1962, Alger, Algérie      | Guinée                                       | 1 - 2                                        | Match amical                                 | Titulaire.                                                        |

## Palmarès
ES Sétif
- Championnat d'Algérie de football (1) :
  - Champion : 2012
- Coupe d'Algérie de football (1) :
  - Vainqueur : 2012
- Coupe nord-africaine des vainqueurs de coupe (1) :
  - Vainqueur : 2010
- Supercoupe de l'UNAF (1) : 
  - Vainqueur : 2010

 MC AlgerChampionnat d'Algérie de football:
Vice champion:  2017, 2020
- Coupe d'Algérie de football (2) : 
  - Vainqueur : 2014, 2016
  - Finaliste : 2013
- Supercoupe d'Algérie (1) :
  - Vainqueur : 2014
  - Finaliste : 2016

## Distinctions personnelles
- Meilleurs Espoir DZFoot d'or de l'année 2009